# Stolnica sv. Apolinarija, Valence
Katedrala sv. Apolinarija je stolna cerkev v francoskem mestu Valence, sedež Valenške škofije. Na seznamu francoskih zgodovinskih spomenikov je od leta 1862.
Katedrala je najstarejši spomenik mesta Valence. Zgrajena je bila v romanskem slogu pokrajine Auvergne na pobudo tedanjega škofa Gontarda v 11. stoletju. 5. avgusta 1095 jo je posvetil svetnikom Ciprijanu, Korneliju in Apolinariju papež Urban II., preden se je udeležil koncila v Clermontu. V času verskih vojn je bila močno poškodovana, prenovljena v prvem desetletju 17. stoletja. Portal in zvonik sta bila obnovljena v letu 1861. V cerkvi se nahaja spomenik papeža Pija VI., ki je umrl v Valence leta 1799.